# Hello Hurricane
Hello Hurricane é o sétimo álbum de estúdio da banda de rock alternativo Switchfoot, lançado em 10 de novembro de 2009.
O disco estreou no nº 13 da Billboard 200, com vendas superiores a 39 mil cópias na primeira semana.

## Faixas
Todas as faixas por Jon Foreman e Tim Foreman, exceto onde anotado.
1. "Needle and Haystack Life" (Jon Foreman) — 3:49
2. "Mess of Me" — 3:27
3. "Your Love Is a Song" (Jon Foreman, Mike Elizondo) — 4:22
4. "The Sound (John M. Perkins' Blues)" — 3:47
5. "Enough to Let Me Go" — 3:52
6. "Free" (Jon Foreman) — 4:03
7. "Hello Hurricane" — 4:04
8. "Always" (Jon Foreman) — 4:20
9. "Bullet Soul" — 3:24
10. "Yet" — 3:53
11. "Sing It Out" — 5:17
12. "Red Eyes" — 4:50

## Paradas
| Parada (2009)      | Posição |
| ------------------ | ------- |
| Billboard 200      | 13      |
| Alternative Albums | 3       |
| Christian Albums   | 2       |
| Rock Albums        | 4       |